# Paris Volley
Paris Volley är en volleybollklubb (herrar) i Paris, Frankrike. Klubben grundades 1998 genom att elitsektionen av Paris Université Clubs herrvolleybollsektion och PSG Racing gick samman.
På Europanivå har klubben vunnit CEV Champions League 2001, CEV Cup 2000 och 2014 och europeiska supercupen 2000. I Frankrike har de blivit franska mästare nio gånger (2000-2003,2006-2009, 2016), vunnit franska cupen fyra gånger (1999-2001, 2004) och franska supercupen tre gånger (2004, 2006 och 2013).